# NGC 6180
NGC 6180 (другие обозначения — MCG 7-34-95, ZWG 224.58, PGC 58386) — галактика в созвездии Геркулес.
Этот объект входит в число перечисленных в оригинальной редакции «Нового общего каталога».